# April Rose Pengilly
Pour les articles homonymes, voir April, Rose et Pengilly.
April Rose Pengilly, née le 12 avril 1988 à Sydney, est une actrice et mannequin australienne.

## Biographie
April Rose Pengilly est principalement connue pour son rôle de Chloe Brennan (en) dans la série télévisée Les Voisins (Neighbours), 
une jeune femme amie avec Elly Conway (en) (Jodi Gordon). Leur duo est désigné par le mot-valise Chelly, contraction de Chloe et Elly,.

## Filmographie
- 2011 : Lbf : Tanya
- 2013 : Object (court métrage) : la mannequin
- 2015 : Peter Allen: Not the Boy Next Door (mini-série) : Tracey (2 épisodes)
- 2016 : Brock (mini-série) : la fille hippie
- 2016 : Jinxed (court métrage) : Jane
- 2016 : Duffy (court métrage) : Lydia
- 2018 : Lovelost (court métrage) : Sophie
- 2018-2019 : Les Voisins (Neighbours) (série télévisée) : Chloe Brennan (153 épisodes)